# Exobasidium sundstroemii
Exobasidium sundstroemii ist eine Pilzart der Familie der Nacktbasidienverwandten (Exobasidiaceae) aus der Ordnung Ustilaginomycotina. Sie ist ein Endoparasit der Rosmarinheide (Andromeda polifolia). Symptome des Befalls durch den Pilz sind stark verbreiterte, rot verfärbte Blätter der Wirtspflanzen. Das Verbreitungsgebiet der Art umfasst das nördliche Europa.

## Merkmale

### Makroskopische Merkmale
Exobasidium sundstroemii ist mit bloßem Auge zunächst nicht zu erkennen. Symptome des Befalls sind hell purpurrot verfärbte Blätter, die zudem deutlich verbreitert sind, sowie im Spätstadium auf der Blattunterseite hervortretendes Myzel.

### Mikroskopische Merkmale
Das Myzel von Exobasidium sundstroemii wächst wie bei allen Nacktbasidien interzellulär und bildet Saugfäden, die in das Speichergewebe des Wirtes wachsen. Die meist vier-, seltener fünfsporigen Basidien sind unseptiert. Sie wachsen direkt aus der Wirtsepidermis oder aus Spaltöffnungen. Die bananenartig geformten Sporen sind hyalin und 9–13 × 1,5–3,5 µm groß. Die Konidien sind bazillenförmig und 7–11 × 0,8–1,2 µm groß.

## Verbreitung
Das bekannte Verbreitungsgebiet von Exobasidum sundstroemii umfasst die gemäßigten bis subborealen Regionen Europas von Deutschland bis nach Fennoskandien.

## Ökologie
Die Wirtspflanze von Exobasidium sundstroemii ist die Rosmarinheide (Andromeda polifolia). Der Pilz ernährt sich von den im Speichergewebe der Pflanzen vorhandenen Nährstoffen, seine Basidien brechen später durch die Blattoberfläche und setzen Sporen frei. Die Sporen keimen zu  Keimschläuchen, aus denen sich dann Konidien und neues Myzel entwickeln.